# 4939 Scovil
4939 Scovil eller 1986 QL1 är en asteroid i huvudbältet som upptäcktes den 27 augusti 1986 av den belgiske astronomen Henri Debehogne vid La Silla-observatoriet. Den är uppkallad efter Charles E. Scovil.
Asteroiden har en diameter på ungefär 5 kilometer.